# Only a Pawn in Their Game
Pistes de The Times They Are a-Changin'
North Country Blues Boots of Spanish Leather
Only a Pawn in Their Game est une chanson de Bob Dylan, parue en 1964 sur son troisième album, The Times They Are a-Changin'. Dylan y évoque la mort du militant noir Medgar Evers, assassiné le 12 juin 1963 dans le Mississippi par Byron De La Beckwith. Pour Dylan, ce dernier n'est « qu'un pion dans le jeu » des politiciens et officiels du Sud, qui entretiennent par intérêt le racisme des masses populaires blanches.